# Mélantois

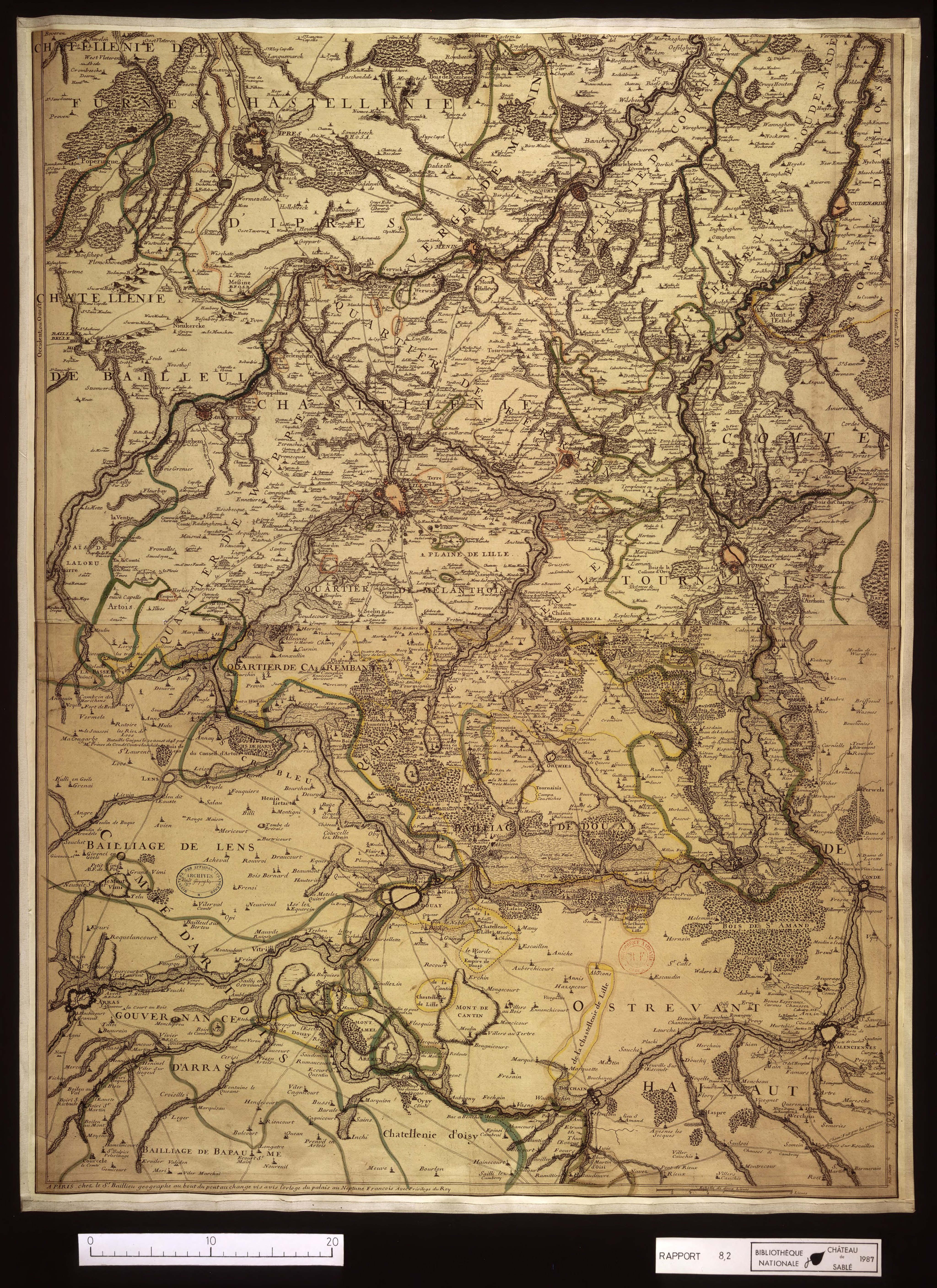
Carte de la châtellenie de Lille, montrant le mélantois (1707)

Le Mélantois est un territoire situé sur le versant sud-est de l'agglomération lilloise (France).

## Géographie et relief
Mélantois signifie du Milieu : en effet, il est situé au centre entre le Ferrain au nord, à l'est par la Pévèle, au sud par le Carembault et à l'ouest par les Weppes.
Situé entre la Deûle et la Marque, il est limité au nord par une ligne allant de Willems à La Madeleine.
Le Mélantois constitue un plateau crayeux dont l'altitude est comprise entre 20 et 45 mètres, avec des pentes douces (inférieures à 5 %) .
Contrairement à la Pévèle voisine, plus bocagère et verdoyante, son paysage est plutôt de type openfield (champs ouverts) et constitué de riches terres agricoles (betteraves, endives).

## Histoire

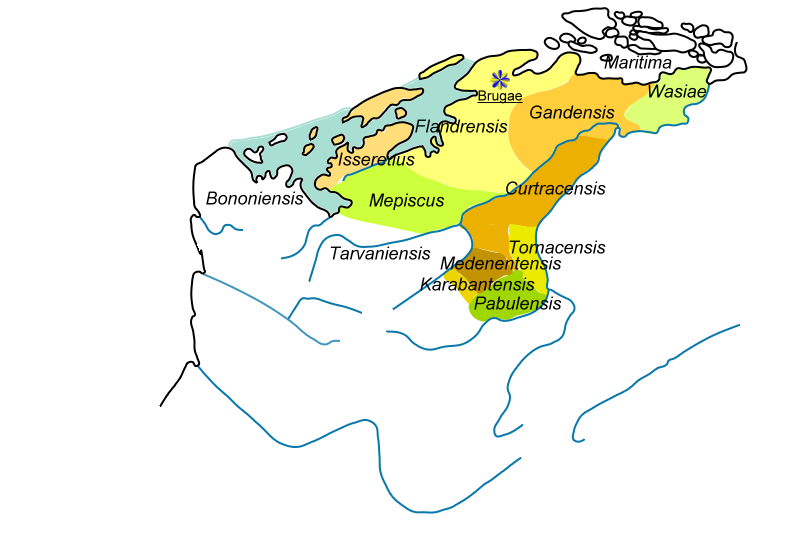
Pagi réunis pour former le marquisat de Flandre.

À l'origine, le Mélantois est un pagus  (pays)  de la civitas des Ménapiens (pagus Medenentensis). Il était limité par la Marque à l'est, la Lys au nord, le Caribant à l'ouest. Il y avait sur la Marque quatre ponts : Pont-à-Marcq, Bouvines, Tressin, Hempempont. Les localités citées dans ce pagus sont : Lille, Noyelles, Roncq, Templeuve, Sainghin, Esquelmes, Péronne, Seclin, Phalempin (en partie), Wasquehal.
Le Mélantois est cité dans la biographie de saint Éloi par saint Ouen, puis dans l'acte de partage des États de Louis le Pieux en 835.
À partir du XIVe siècle, il est cité comme l'un des cinq quartiers de l'ancienne châtellenie de Lille, à l'instar du Carrembaut, du Ferrain, du Pévèle et des Weppes. Son destin historique s'est donc toujours confondu avec celui de la ville de Lille. Dans l'ancienne Châtellenie de Lille, Seclin était le chef-lieu du Mélantois.
Anciennement rural, le Mélantois a connu une forte urbanisation depuis une cinquantaine d'années et constitue une aire de développement pour l'agglomération (aéroport, zones d'activités économiques, centres commerciaux, lotissements d'habitations, etc.). Un des exemples les plus frappants est la création de la ville nouvelle de Villeneuve-d'Ascq, localité la plus peuplée du territoire, issue de la fusion de trois villages, Flers-lez-Lille, Annappes et Ascq.

## Territoire urbanisé
Le Mélantois est constitué aujourd'hui des villes suivantes, toutes touchées par la périurbanisation :
- Anstaing
- Avelin
- Faches-Thumesnil
- Forest-sur-Marque[1]
- Fretin
- Houplin-Ancoisne
- La Madeleine
- Lesquin
- Lezennes
- Lille
- Loos
- Mons-en-Barœul
- Noyelles-lès-Seclin
- Péronne-en-Mélantois
- Ronchin
- Sainghin-en-Mélantois
- Seclin
- Templemars
- Tressin
- Vendeville
- Villeneuve-d'Ascq
- Wasquehal
- Wattignies